# Hoplophthiracarus cristatus
Hoplophthiracarus cristatus är en kvalsterart som beskrevs av Aoki 1980. Hoplophthiracarus cristatus ingår i släktet Hoplophthiracarus och familjen Phthiracaridae. Inga underarter finns listade i Catalogue of Life.